# Olympische Jugend-Sommerspiele 2018/Teilnehmer (Tunesien)
| Gelbes Symbol für Goldmedaillen mit stilisierten Olympischen Ringen | Graues Symbol für Silbermedaillen mit stilisierten Olympischen Ringen | Braundes Symbol für Bronzemedaillen mit stilisierten Olympischen Ringen |
| ------------------------------------------------------------------- | --------------------------------------------------------------------- | ----------------------------------------------------------------------- |
| 1                                                                   | 1                                                                     | 1                                                                       |

Die Jugend-Olympiamannschaft aus Tunesien für die III. Olympischen Jugend-Sommerspiele vom 6. bis 18. Oktober 2018 in Buenos Aires (Argentinien) bestand aus 38 Athleten.

## Athleten nach Sportarten

### Boxen
Mädchen
- Mawada Taghouti
Leichtgewicht: 5. Platz

### Gewichtheben
Mädchen
- Ghofrane Belkhir
Mittelgewicht: Gold

### Judo
| Mädchen - Mariem Khlifi Klasse bis 63 kg: Silber Mixed: 9. Platz (im Team Singapur) | Jungen - Aleddine ben Chalbi Klasse bis 55 kg: 7. Platz |

### Kanu
Jungen
- Zayden ben Hassine
Kajak-Einer Slalom: 11. Platz
Kajak-Einer Sprint: 15. Platz

### Leichtathletik
| Mädchen - Imen Rhouma Stabhochsprung: 12. Platz - Ghada Hamdani Dreisprung: DNS | Jungen - Rami Balti 400 m Hürden: 12. Platz - Ahmed Kadri 2000 m Hindernis: 5. Platz |

### Ringen
| Mädchen - Zaineb Sghaier Freistil bis 65 kg: 7. Platz - Khadija Jlassi Freistil bis 73 kg: 7. Platz | Jungen - Mehdi Jouini Griechisch-römisch bis 51 kg: 5. Platz - Lamjed Maafi Griechisch-römisch bis 71 kg: 4. Platz |

### Rudern
| Mädchen - Sara Zammali Einer: 20. Platz | Jungen - Dhiaeddine Zoghlami Einer: 17. Platz |

### Rugby
Mädchen
- 6. Platz
- Abir Dhahri
- Halima ben Charrada
- Sabrine Barhoumi
- Maissa Haouani
- Amna ben Arous
- Chaima Arbi
- Amna Zarai
- Khouloud Hammami
- Jihen Fatnassi
- Abir Ragoubi
- Lamia Mlawah
- Hajer Saoudi

### Schießen
Mädchen
- Doua Chalghoum
Luftpistole 10 m: 19. Platz
Mixed: 20. Platz (mit Seong Yun-ho  Südkorea)

### Schwimmen
Jungen
- Mohamed Ghaffari
100 m Freistil: 19. Platz
200 m Freistil: 9. Platz
400 m Freistil: 12. Platz
- Ahmed Hafnaoui
200 m Freistil: 11. Platz
400 m Freistil: 8. Platz
800 m Freistil: 7. Platz

### Segeln
- Chaima Chammari
- Fourat Gueddana
Nacra 15: 14. Platz

### Taekwondo
| Mädchen - Asma Haji Klasse bis 63 kg: 5. Platz | Jungen - Mohamed Khalil Jendoubi Klasse bis 48 kg: Bronze |

### Tischtennis
Jungen
- Nathael Hamdoun
Einzel: 25. Platz
Mixed: 25. Platz (mit Karisa Lee  Hongkong)

### Triathlon
| Mädchen - Syrine Fattoum Mixed: 9. Platz (im Team Afrika 1) | Jungen - Mohamed Aziz Sebai Einzel: 25. Platz Mixed: 9. Platz (im Team Afrika 1) |

### Turnen

#### Rhythmische Sportgymnastik
Mädchen
- Lina Wahada
Einzel: 36. Platz
Mixed: 11. Platz (im Team Hellblau)